# Военновъздушни сили на САЩ
Военновъздушните сили на Съединените американски щати (на английски: United States Air Force, съкратено USAF) е клон на Въоръжените сили на САЩ и една от общо седемте служби на САЩ, които са униформени.
Зародили се като част от Армията на САЩ, ВВС на САЩ се отделят като самостоятелен клон на Въоръжените сили на 18 септември 1947 г. – много по-късно от аналогичните видове въоръжени сили в други страни .
ВВС на САЩ са най-голямата и модерно въоръжена военновъздушна сила в света, разполагаща на въоръжение с 6057 пилотирани самолета (4273 на ВВС, 1313 на Националната гвардия и 400 в резерв), приблизително 400 безпилотни военни машини, 2161 крилати ракети въздух-земя, 1900 междуконтинентални балистични ракети, 351 800 активно служещи военни, 122 750 запасняци и 106 800 в Националната гвардия (към 30 септември 2005 г.). Отделно има 14 000 резервни запасняци и 166 730 цивилни служители .
Официално обявената цел на ВВС на САЩ днес е „осигуряване на неограничени възможности за защита на Съединените американски щати и техните световни интереси – полети и сражения във въздуха, космоса и киберпространството“ .
Не всички военни самолети на САЩ са под командването на ВВС. Армията разполага със собствени летателни апарати, предимно за въздушна поддръжка на наземните части. Военноморските сили отговарят за самолетоносачите, морските военновъздушни бази и всички летателни апарати към тях. Морската пехота разполага със собствени бойни и транспортни самолети, а Бреговата охрана има самолети за издирване, спасителни операции и въздушен транспорт. Всички клонове на Въоръжените сили използват хеликоптери.